# Dipika Pallikal
Dipika Pallikal, née le 21 septembre 1991 à Chennai, est une joueuse professionnelle de squash représentant l'Inde. Elle atteint, en décembre 2012, la dixième place mondiale sur le circuit international, son meilleur classement. Elle est la première joueuse indienne à intégrer le top 10 et elle est deux fois championne d'Inde.

## Biographie
Elle est née à Chennai. Ses parents sont Sanjiv et Susan Pallikal (en) (née Itticheria) joueuse internationale de cricket.
Le 18 août 2015, elle épouse le joueur indien de cricket Dinesh Karthik (en). Elle interrompt sa carrière pendant près de deux ans après l'US Open 2018 avec des blessures à la cheville et au genou. En octobre 2021 avec son mari, ils deviennent parents de jumeaux.

## Palmarès

### Titres
- Australian Open : 2016
- Open de Macao : 2013
- Championnats d'Inde : 2 titres (2011, 2016)
- Championnats d'Asie par équipes : 2012

### Finales
- Granite Open : 2015
- Open du Texas : 2014
- Tournament of Champions : 2012
- Windy City Open : 2011
- Championnats d'Asie : 2017